# Perrin d'Angicourt

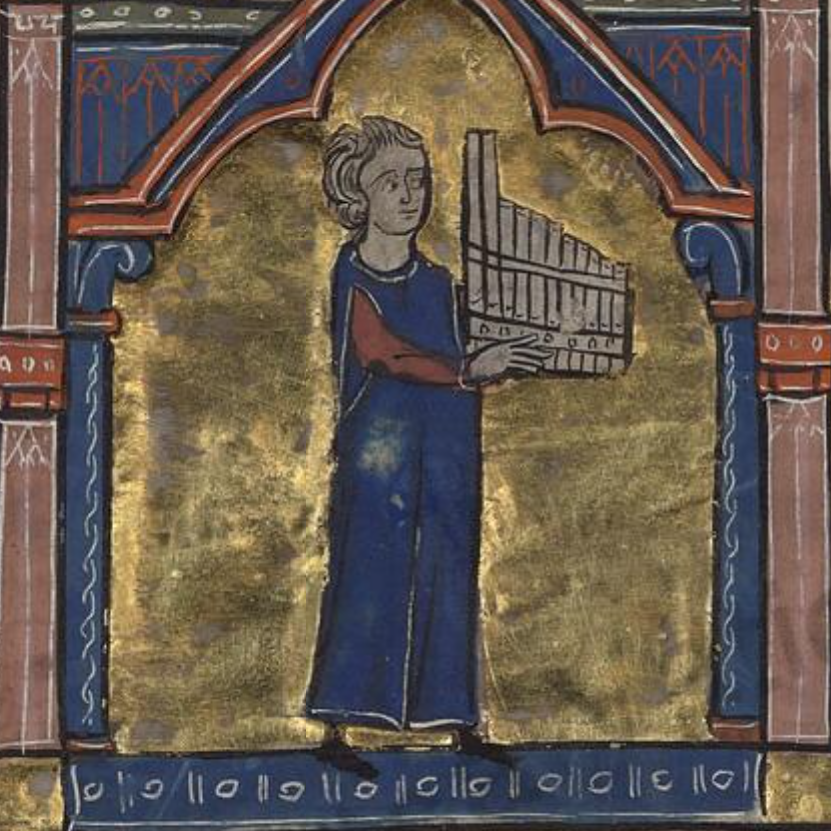
Ilustración de Perrin d'Angicourt.

Perrin d'Angicourt (fl. 1245-1270) fue un trovador francés asociado con el grupo de poetas que trabajaron en Arras y sus alrededores. Su lugar de nacimiento más probable fue Achicourt, justo al sur de Arras. Su obra sobreviviente es bastante amplia para los estándares de los trovadores, y bien distribuida en los chansonniers: treinta y cinco (35) de sus canciones sobreviven, en algunos casos, en hasta once diferentes manuscritos.
Dos, o quizás tres, de sus canciones —J'ai un joli souvenir, Quant partis sui y quizás Quant li cincenis s'escrie— son descritas como chansons couronnées que habían ganado concursos de poesía, probablemente bajo los auspicios de Puy d'Arras. Perrin compuso dos veces jeux partis —Perrin d'Angicourt, respondés y Prince del pui— con Jehan Bretel, también de Arras, y es referido en otra jeux partis por Bretel, Gaidifer d'Avion, Lambert Ferri, Jehan de Grieviler y Audefroi (tal vez el banquero Audefroi Louchart), y también en una canción de Gillebert de Berneville. Perrin dedicó sus propias canciones Quant voi en la fin y Lors quant je voi al Duque Enrique III de Brabante y al conde Guido de Flandes, respectivamente, patrones conocidos de los trovadores en Arras.
Sin embargo, el patrón más importante de Perrin fue el conde Carlos de Anjou, hermano menor del rey Luis IX de Francia y que más tarde se transformaría en el rey de Nápoles. Perrin dedicó Quant li Biaus Estés repaire a Carlos; él y el conde se asociaron para componer la jeu parti Quens d'Anjou y los dos juzgaron al Encor sui cil qui a merci s'atent de Jehan Erart. Carlos también juzgó uno de los jeux de partis con Bretel, Perrin d'Angicourt, respondes. Aunque la relación literaria entre Carlos y de Perrin es conocida, la prueba de sus interacciones en el mundo real es escasa. Un documento de 1269 puede referirse a Perrin cuando se nombra a Petrus de Angicuria como «rector de la capilla» (rector capellae) a Carlos en Nápoles.
La mayoría de los poemas de Perrin son estróficas, vale decir, que contienen estrofas con líneas de diferente longitud; prefería heptasílabos. Quant partis sui tiene cinco líneas por cada estrofa. Cinco o seis de sus poemas fueron utilizados como modelos para contrafactaS. Dos o posiblemente tres han conservado sus melodías en notación mensural.